# Abronica
Abronica Cella, Carmona, Ekimova, Chichvarkhin, Schepetov & Gosliner, 2016 è un genere di molluschi nudibranchi, unico genere della famiglia Abronicidae.

## Tassonomia
Comprende le seguenti specie:
- Abronica abronia (MacFarland, 1966)
- Abronica purpureoanulata (Baba, 1961)